# 固体力学
固體力學是力學中研究固體機械性質的學科，連續介質力學組成部分之一，主要研究固體介質在溫度、形變和外力的作用下的表現，是連續介質力學的一個分支。一般包括材料力學、彈性力學、塑性力學等部分。固體力學廣泛的應用張量來描述應力、應變和它們之間的關係。
在固體力學中，線性材料模型的應用是最為廣泛的，但是很多材料是具有非線性特性的，隨著新材料的應用和原有材料達到它們應用之極限，非線性模型的應用愈加廣泛。
1. 塑性——如果极限應力小於实际加载的应力，材料便呈現塑性，不能回復到初始狀態。也就是說屈服之後的形變是永久性的。
2. 彈性——當應力被移除後，材料恢復到變形前的狀態。線性彈性材料的形變與外加的載荷成正比，此關係可以用線性彈性方程，例如：胡克定律，表示出來。
3. 黏彈性——材料不僅具有彈性，而且具有摩擦。當應力被移除後，一部分功被用於摩擦效應而被轉化成熱能，這一過程可用應力應變曲線表示。

## 与連續介質力學的關係
| 连续介质力学：研究連續介質的物理學 | 固體力學：研究固體連續介質（不受力時有固定的形狀）的物理學 | 彈性理論：其固體在受到應力作用後，會恢復原來的形狀 | 彈性理論：其固體在受到應力作用後，會恢復原來的形狀 |
| 连续介质力学：研究連續介質的物理學 | 固體力學：研究固體連續介質（不受力時有固定的形狀）的物理學 | 塑性理論：固體在受到相當大的應力後，產生的永久變形 | 流變學：研究在外力作用下，物體的變形和流動         |
| 连续介质力学：研究連續介質的物理學 | 流体力学：研究流體連續介質（其形狀隨容器而變化）的物理學   | 非牛頓流體                                         | 流變學：研究在外力作用下，物體的變形和流動         |
| 连续介质力学：研究連續介質的物理學 | 流体力学：研究流體連續介質（其形狀隨容器而變化）的物理學   | 牛頓流體                                           |                                                    |